# جون دبليو. جوردن
جون دبليو. جوردن (بالإنجليزية: John W. Jordan)‏ هو سياسي أمريكي، ولد في 4 يناير 1926 في دانفيل في الولايات المتحدة. حزبياً، نشط في الحزب الجمهوري. وقد انتخب عضو مجلس نواب فلوريدا.